# Lois Gibbs
Lois Marie Gibbs, née le 25 juin 1951, est une militante écologiste américaine.

## Biographie
L’engagement de Gibbs pour les causes écologiques commence en 1978, lorsqu’elle découvre que l’école primaire de son fils de 7 ans à Niagara Falls, New York, est construite sur une décharge de déchets toxiques. Il fut révélé à la suite d’une enquête que tout le quartier, Love Canal, était construit sur cette décharge. Sans aucune expérience préalable d’activisme communautaire, Gibbs rassemble ses voisins et crée la Love Canal Homeowners Association. Elle mena sa communauté dans un combat contre le gouvernement local, puis étatique, et enfin fédéral. Après des années de lutte, 833 familles furent finalement évacuées et le nettoyage de Love Canal fut entrepris. La couverture médiatique effectuée par la presse nationale fit connaître le nom de Lois Gibbs dans tous les foyers. Ses efforts menèrent aussi à la création en 1980 du Comprehensive Environmental Response, Compensation and Liability Act, ou Superfund, par l’Agence américaine de protection de l’environnement. Celui-ci est utilisé afin de localiser et nettoyer les décharges de déchets toxiques à travers les États-Unis.
En 1980, Gibbs fonde le Citizens' Clearinghouse for Hazardous Waste, par la suite renommé Center for Health, Environment and Justice (CHEJ). Elle y travaille actuellement en tant que directrice exécutive. Le CHEJ est un centre de crise écologique citoyen qui fournit informations, ressources, assistance technique et entraînement à des groupes communautaires à travers le pays. Il cherche à former des mouvements locaux forts afin d'éviter que d'autres quartiers soient exposés à des déchets dangereux.
Gibbs est l’auteure de plusieurs livres sur l’affaire Love Canal et sur les effets des déchets toxiques. Son histoire a été adaptée à la télévision en 1982  avec le téléfilm Lois Gibbs : the Love Canal Story, dans lequel son rôle est joué par Marsha Mason.

## Prix et distinctions
- Heinz Award de l'environnement (1999)[7]
- Doctorat honoris causa de l'Haverford College pour son travail en tant que militante écologiste (1999)[4]
- Doctorat honoris causa ès lettres du Green Mountain College (2003)